# Amastus rubridorsata
Amastus rubridorsata är en fjärilsart som beskrevs av Paul Dognin 1912. Amastus rubridorsata ingår i släktet Amastus och familjen björnspinnare. Inga underarter finns listade i Catalogue of Life.